# Zarične
Zarične (in ucraino Зарічне?; in russo Зарéчное?, Zarečnoe) è un centro abitato dell'Ucraina, situato nell'oblast' di Rivne.
Capoluogo dell'omonimo distretto, contava 6 854 abitanti al censimento del 2001.